# Segni distintivi
I segni distintivi dell'azienda, nell'ordinamento giuridico italiano, sono beni immateriali che appartengono al complesso aziendale e hanno la funzione di identificare sul mercato un determinato imprenditore, un determinato luogo dove si esercita l'impresa, un determinato prodotto, per differenziarli agli occhi del pubblico dei consumatori.
I tre principali segni distintivi dell'azienda sono la ditta, l'insegna e il marchio.

## Ditta
Con il termine ditta si indica il nome sotto il quale l'imprenditore individuale esercita la sua impresa, che è formato da un elemento necessario (il cognome o la sigla dell'imprenditore) e, facoltativamente, anche da altri elementi di fantasia (parole liberamente scelte).
Ai sensi dell'art. 2563, secondo comma, c.c., infatti, «La ditta, comunque sia formata, deve contenere almeno il cognome  o la sigla dell'imprenditore, salvo quanto è disposto dall'art. 2565».
Nelle società di persone la medesima funzione distintiva della ditta (identificare sul mercato un determinato imprenditore) è svolta dalla ragione sociale, mentre nelle società di capitali è svolta dalla denominazione sociale disciplinata dall'art. 2326 c.c..
La ditta (ed estensivamente la ragione sociale o la denominazione sociale) è l'unico segno distintivo obbligatorio.
L'imprenditore non può adottare una ditta uguale o simile a quella usata da altro imprenditore. 
Ai sensi dell'art. 2563, primo comma, c.c., infatti, «L'imprenditore ha diritto all'uso esclusivo della ditta da lui prescelta».
L'art. 2564 c.c. chiarisce che quando una ditta può creare confusione perché è uguale o simile a quella usata da un altro imprenditore, una delle due ditte deve essere integrata o modificata con indicazioni idonee a differenziarla, e l'obbligo di differenziazione grava:
- in caso di impresa soggetta a registrazione, sul titolare della ditta iscritta posteriormente al registro delle imprese;
- in caso di impresa non soggetta a registrazione, sul titolare della ditta usata posteriormente.[5]

### Trasferimento della ditta
La ditta ha un proprio valore economico, costituendo un importante elemento del complesso aziendale, per cui il titolare può essere interessato a trasferirla a un altro imprenditore: in tal caso, tuttavia, l'art. 2565 c.c. dispone che è possibile trasferire l'azienda senza trasferire anche la ditta, ma non è possibile trasferire la ditta senza trasferire anche l'azienda.
Se il trasferimento dell'azienda avviene con atto tra vivi, affinché sia trasferita anche la ditta è necessario il consenso dell’alienante; se il trasferimento dell’azienda avviene per causa di morte, la ditta si trasmette automaticamente al successore a meno che una disposizione testamentaria non enunci il contrario.
Ne deriva che il trasferimento della ditta non costituisce un effetto naturale del contratto di cessione di azienda.
Anche se la legge nulla dispone al riguardo, si ritiene pressoché unanimemente, che la ditta possa essere trasferita anche se non viene trasferita l’intera azienda ma solamente un suo ramo, basta che esso sia dotato di organica unità. Il collegamento che intercorre tra la circolazione della ditta e la circolazione dell’azienda permette al titolare della prima di monetizzare il valore di avviamento connesso alla stessa, e inoltre permette di tutelare tutti coloro che sono entrati in contatto con l’imprenditore originario.
Dottrina e Giurisprudenza ritengono che, il soggetto che ha trasferito l’azienda è responsabile in solido con l’acquirente per i debiti contratti da questo spendendo la ditta derivata, nel caso in cui il terzo contraente abbia potuto ritenere di trattare con il soggetto cedente. Ciò porta ad addossare all’alienante l’onere di portare a conoscenza dei terzi, attraverso mezzi idonei, l’avvenuto trasferimento dell’azienda e della ditta, nel caso in cui si tratti di un’impresa di tipo non commerciale.

## Insegna
Il segno o il complesso di segni che identificano i locali dove si esercita l'impresa si chiama insegna: essa ha particolare importanza per quelle aziende il cui servizio è offerto proprio nei locali medesimi. All'insegna sono applicate tutte le norme relative alla ditta.
L'insegna deve avere una propria capacità distintiva, ossia deve presentare il requisito dell'originalità, deve corrispondere a verità e novità, ossia non deve provocare confusione, in riferimento all'oggetto e al luogo deputati all'attività, con l'insegna utilizzata da un altro imprenditore. Se sussistono tali requisiti,  la tutela dell'insegna ha i medesimi connotati di quella spettante al marchio e alla ditta.

## Marchio
Il segno distintivo che contraddistingue un determinato prodotto o servizio è chiamato marchio: esso può consistere in parole o in un disegno.
Si distinguono  vari tipi di marchio:
- il marchio di fabbrica: si applica al prodotto dell'imprenditore responsabile della produzione;
- il marchio di commercio: viene applicato dall'imprenditore che distribuisce ai consumatori il prodotto fabbricato da altri;
- il marchio collettivo: viene creato da organismi aventi la funzione di garantire l'origine o la qualità di determinati prodotti o servizi.

### Tutela del marchio
La tutela del marchio consiste in un'esclusiva: il titolare del marchio ha il diritto di essere l'unico a utilizzarlo. È però condizionata dal requisito di novità: chi adotta un marchio uguali o simili ad altri già in uso non può godere di tutela.
Il marchio riceve la tutela a livello locale, nazionale, europeo;
- a livello locale, tutelato con il preuso (dimostrando l'uso del marchio per primi con prove come la pubblicità, materiali illustrativi, etc);
- a livello nazionale, con la registrazione nel registro dei marchi e dei brevetti a Roma, uso esclusivo per 10 anni;
- a livello europeo, con la registrazione presso l'apposito ufficio UE (UAMI).